# 海德玛丽·赖内克
海德玛丽·赖内克（德語：Heidemarie Reineck，1952年2月15日—），德国女子游泳运动员，主攻自由泳。她曾代表西德参加1968年和1972年夏季奥林匹克运动会游泳比赛，获得三枚铜牌。